# Wonderwall (dal)
A Wonderwall az Oasis britpop- és rockegyüttes dala. A szám Noel Gallagher szerzeménye. Az MTV legtöbbet játszott klipjeinek listáján a 2. helyet érte el, a Virgin Radio szerint minden idők legjobb brit dala. Grammy-díjra is jelölték. Ezzel a dallal tudtak igazán áttörni Amerikában. A szám rajta van a Stop the Clockson is.